# Lucio Tarucio Firmano
Lucio Tarucio Firmano  fue un filósofo, matemático y astrólogo romano del siglo I a. C.

## Semblanza
Tarucio fue amigo íntimo de Marco Terencio Varrón y de Cicerón. A petición de Varrón, confeccionó el horóscopo de Rómulo. Después de estudiar las circunstancias de la vida y muerte del fundador de Roma, calculó que Rómulo nació el 24 de marzo (la fecha fue correctamente trasladada del calendario egipcio) en el segundo año de la segunda Olimpiada (es decir, en el 771 a. C.). 
También calculó que Roma se fundó el 4 de octubre del año 754 a. C., entre la segunda y la tercera hora del día (Plutarco, Rom., 12; Cicerón, De Divin., ii. 47.). La proximidad de esta fecha a un eclipse fue comentada por el erudito francés Scaliger (1540-1609).

## Eponimia
- El cráter lunar Taruntius lleva este nombre en su memoria.[3]